# كاجال باغواندين
كاجال باغواندين (بالإنجليزية: Kajal Bagwandeen)‏ (مواليد 31 أغسطس 1983)، هي مُمثلة وعارضة أزياء جنوب أفريقية.

## وصلات خارجية
- كاجال باغواندين على موقع IMDb (الإنجليزية)
- كاجال باغواندين على موقع قاعدة بيانات الفيلم (الإنجليزية)